# Cyclustheorie
Een cyclustheorie stelt dat de geschiedenis zichzelf herhaalt, in ieder geval in enkele essentiële onderdelen.
De Chinese historiografie werd beschreven volgens het vaste patroon van een steeds terugkerende dynastieke cyclus. De eerste keizer verkreeg het Hemels Mandaat door zijn kwaliteiten, maar zijn opvolgers bezaten steeds minder kwaliteiten. Het wanbestuur van de laatste keizer was een rechtvaardiging van het recht van opstand, zodat deze afgezet mocht worden. Het Hemels Mandaat kwam daarna toe aan de eerste keizer van de nieuwe dynastie, die zo de nieuwe Zoon des Hemels werd.
Voor de Indische filosofie geldt de cyclische benadering als basis met samsara als de eeuwigdurende cyclus van dood en wedergeboorte.
Polybios zag in de tweede eeuw v.Chr. in zijn Historiën een anacyclose of politieke evolutie van monarchie, koningschap, tirannie, aristocratie, oligarchie, democratie naar ochlocratie. Dit wordt gevolgd door chaos en uiteindelijk de machtsovername door een demagoog, weer uitmondend in monarchie. Tot Petrarca (1304–1374) gold het cyclische karakter van geschiedenis als norm in het Westen. Hoewel geen historicus, zag hij daar als eerste een lineaire ontwikkeling. Gedurende de vijftiende en zestiende eeuw zagen de meeste historici geschiedenis echter als cyclisch.
Ibn Khaldun (1332-1406) zag de cycli niet slechts door politiek ontstaan, maar ook door klimaat en geografie.
Vico (1668-1744) stelde in Scienza Nuova dat elk volk drie fases doormaakt. In het tijdvak der goden komt religie op, het gezin en andere elementaire instellingen. In het tijdvak van de helden gaat het volk gebukt onder het juk van de heersende adel, waarna in het tijdvak van de mensen het volk in opstand komt en gelijkheid verwerft. Dit zet ook het uiteenvallen van de maatschappij in gang. De invloed van Vico tijdens en kort na zijn leven was echter beperkt en zette pas vanaf de negentiende eeuw in.
Ten tijde van de verlichting domineerde echter het vooruitgangsgeloof en zagen weinigen wat in deze cycli. Een van de uitzonderingen was Montesquieu (1689–1755) die in de geschiedenis geen bewijs van het vooruitgangsgeloof zag. Hij zag echter ook geen onderliggend patroon van opkomst, bloei en neergang, maar vooral een ongekend aantal mogelijkheden waarop een samenleving zich kon ontwikkelen.
Het cultuurpessimisme is sterk terug te vinden in De ondergang van het Avondland van Oswald Spengler (1880-1936). Dit kwam uit na de Eerste Wereldoorlog waarna hij het Duitse Keizerrijk ten onder zag gaan. Spengler stelde dat er acht hoogculturen waren geweest die elk duizend jaar duurden, de Babylonisch, Egyptisch, Chinese, Indisch, Meso-Amerikaans (Maya/Azteeks), Klassiek (Griekse/Romeins), Arabisch en Westers of Europees-Amerikaans.
Minder pessimistisch was Arnold Joseph Toynbee (1889–1975) die leefde in de periode dat de hegemonie van het Britse Rijk ten einde kwam en werd overgenomen door de Verenigde Staten en de Sovjet-Unie. In A Study of History beschreef hij de vier stadia die elke beschaving door zou maken. In de eerste fase is de natuurlijke omgeving nog een uitdaging voor de relatief primitieve bevolking. Als deze overwonnen wordt, dan ontstaat een beschaving. In de tweede fase van groei verschuift de nadruk van het fysieke naar het geestelijke. Gedurende de derde fase treedt de neergang in door een gebrek aan creativiteit, gevolgd door het uiteenvallen in de vierde fase. Toynbee zag dertig beschavingen, waarvan er vijf niet voorbij de groeifase waren geraakt. Hij zag in zijn tijd zeven beschavingen die nog niet ten einde waren gekomen.